# Franchising

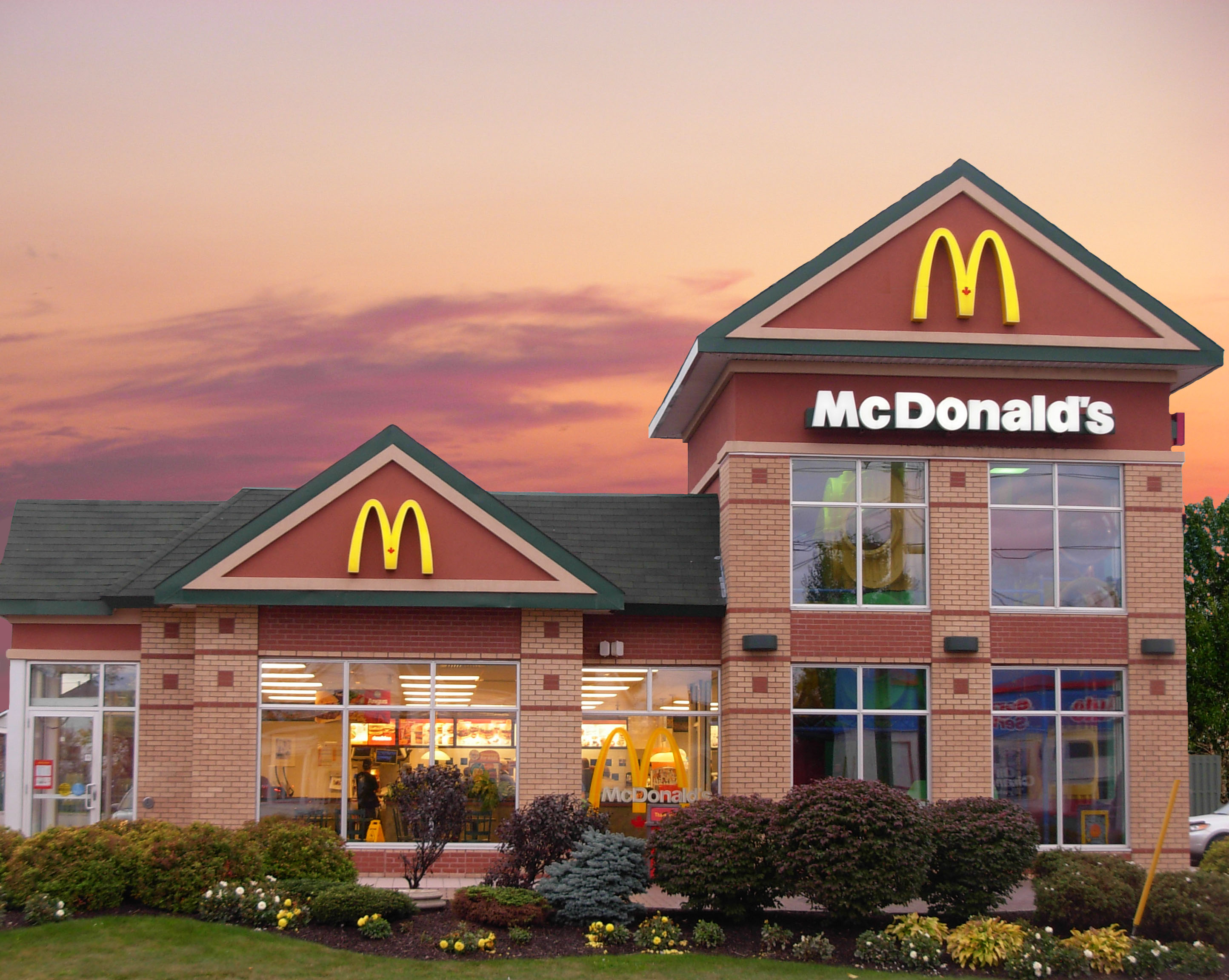
Esempio di franchising di McDonald's a Moncton, Nuovo Brunswick, Canada

Il franchising, o affiliazione commerciale, è un contratto atipico, cioè non direttamente disciplinato da Codice Civile. Tale tipologia contrattuale è però disciplinata dalla legge n. 129 del 6 maggio 2004 tra due soggetti giuridici (imprese), economicamente e giuridicamente indipendenti, in base al quale una parte concede la disponibilità all'altra, verso corrispettivo, di un insieme di diritti di proprietà industriale o intellettuale relativi a marchi, know-how, assistenza o consulenza tecnica e commerciale, inserendo l'affiliato in un sistema costituito da una pluralità di affiliati distribuiti sul territorio, allo scopo di commercializzare determinati beni o servizi.

## Storia
Il franchising di prodotto è un modello nato all'inizio del XX secolo quando aziende come Singer o McCormick ebbero l'esigenza di espandere le proprie reti di vendita al dettaglio di macchine da cucire e trattori senza avere le risorse per sviluppare una propria rete di rivenditori, un esempio di questo tipo di franchising è rappresentato dai concessionari  dei marchi automobilistici .
Il fenomeno del franchising del modello d'impresa si è diffuso successivamente a partire dagli anni trenta con l'affermazione di grandi catene di ristoranti, ed è aumentato enormemente negli anni cinquanta con lo sviluppo di catene di fast food. Il modello di franchising è presente in numerosi rami commerciali e servizi.
Il franchising italiano ha una data di nascita precisa, 18 settembre 1970, quando un’azienda della grande distribuzione, la Gamma d.i., inaugurò a Fiorenzuola d’Arda il primo di 55 punti vendita gestiti da una decina d’affiliati.
La Gamma d.i., poi assorbita da Standa, offriva ai propri affiliati alcuni servizi quali sopralluogo da parte dei propri funzionari; progettazione e assistenza tecnica per l’allestimento del magazzino, istruzioni per il personale direttivo e per quello di vendita, allestimento commerciale dell’unità di vendita, assistenza per il lancio di apertura e l’inaugurazione dell’unità. Il tutto a fronte della disponibilità di un locale di vendita di almeno 350 m², una licenza di magazzino unico e di un capitale di 25-30 milioni di lire.

## Caratteristiche

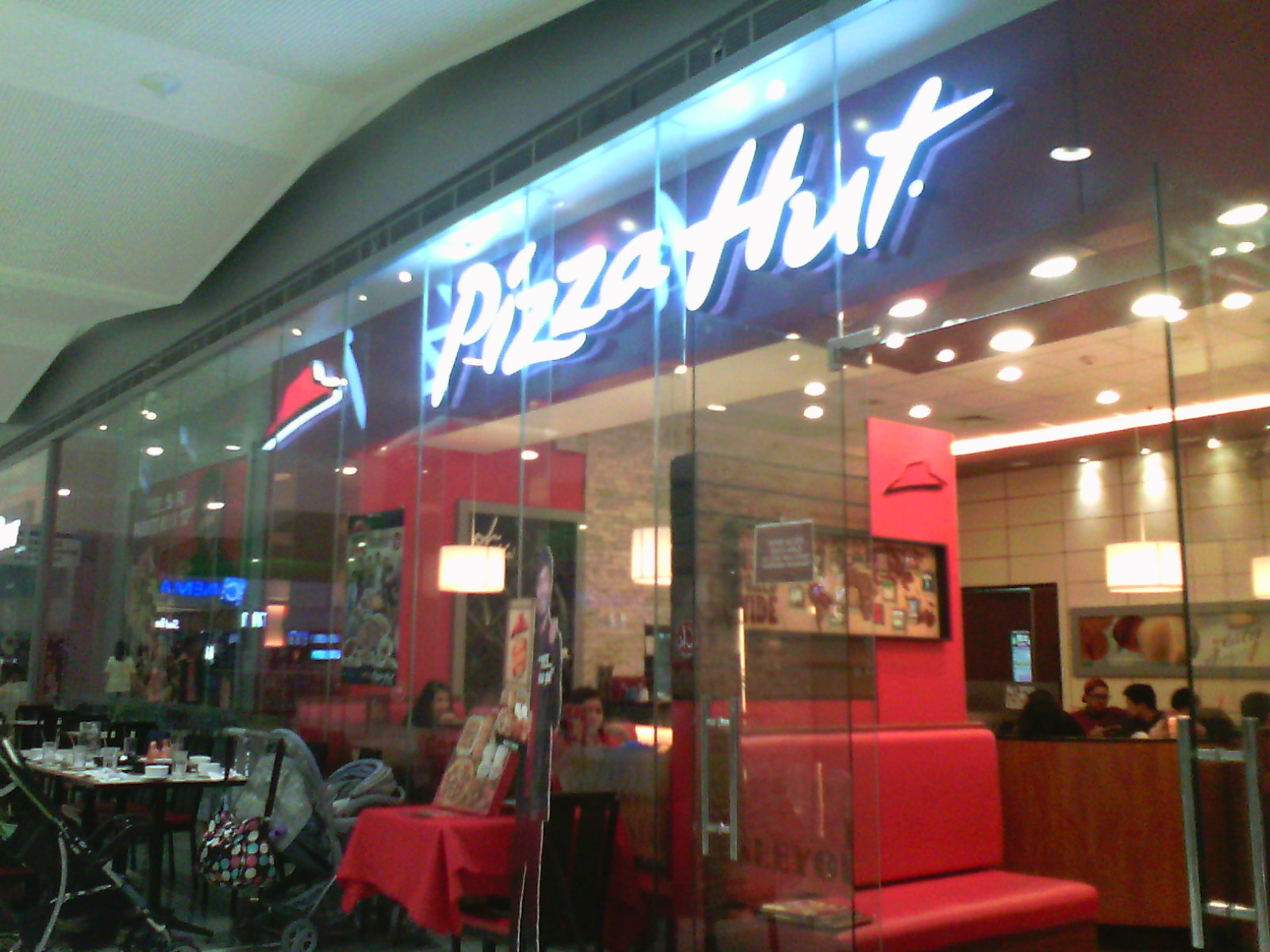
Franchise di Pizza Hut

L'azienda madre (un produttore o distributore di prodotti o servizi di una determinata marca od insegna) concede all'affiliato, imprenditore indipendente, un know-how, ovvero il patrimonio di conoscenze pratiche non brevettate derivanti da esperienze e da prove eseguite dall’affiliante, patrimonio che è segreto, sostanziale e individuato.
Il know-how per essere considerato tale in ottica franchising, deve quindi essere un modo unico di realizzare e/o commercializzare un prodotto e/o servizio, non accessibile tramite altri canali, come corsi professionali, libri o materiali gratuiti online.
Il Manuale Operativo costituisce lo strumento che rende questo know-how sia sostanziale — ovvero essenziale per l’operatività — sia individuato, in quanto formalizzato in modo scritto e privo di ambiguità.
L'applicazione di un know-how specifico può passare anche dal diritto di commercializzare prodotti e/o servizi a marchio utilizzando l'insegna dell'affiliante, oltre all'assistenza tecnica e alla consulenza sui metodi di lavoro senza che ci sia un obbligo imposto di prezzi al pubblico. L'affiliato si impegna a rispettare standard e modelli di gestione e produzione stabiliti dal franchisor.
In genere questo viene offerto dall'affiliante all'affiliato in cambio del pagamento di una quota fissa o di una percentuale sul fatturato (royalty) e/o di una commissione di ingresso (fee).
Una motivazione incentivante per gli imprenditori per questo tipo di contratto può essere la volontà di avviare una impresa senza partire da zero, preferendo affiliare la propria impresa a un marchio già affermato, e in alcuni casi entrando a far parte della catena con l'acquisizione di una attività già avviata (in cessione da parte di un altro affiliato ma con le garanzie del franchisor).

## Analisi
Il franchising consente all'azienda madre di avere una crescita più veloce rispetto a uno sviluppo tradizionale. Parte degli investimenti, l'eventuale scelta delle località, la gestione del personale e soprattutto parte del rischio d'impresa si ripartiscono fra le due strutture: azienda madre e azienda figlia. Il franchising permette anche di derogare a normative antitrust che impongono limiti alla quota di mercato detenibile da una singola società, una distanza e un bacino di utenza minimo fra due punti vendita dello stesso comparto merceologico (della medesima società oppure di marchi differenti). Infatti, il negozio in franchising è proprietà di un soggetto diverso dal marchio distributore, il quale in questo modo ottiene più sbocchi sul mercato. I costi di struttura della filiale sono a carico dell'affiliato, con il risparmio per l'affiliante.

## Contratto
Il contratto di franchising è regolato, in Italia, dall'art. 1 della legge n. 129/2004 che obbliga l'affiliate ad aver sperimentato sul mercato la propria formula commerciale, fissa la durata minima a 3 anni per permettere all'affiliato di poter ammortizzare l'investimento iniziale e regola numerosi principi di trasparenza sia contrattuale che pre-contrattuale.
È infatti obbligatorio indicare, l’ammontare degli investimenti e delle eventuali spese di ingresso che l’affiliato deve sostenere prima dell’inizio dell’attività, le modalità di calcolo e di pagamento delle royalties, e l’eventuale indicazione di un incasso minimo da realizzare da parte dell’affiliato, l’ambito di eventuale esclusiva territoriale sia in relazione ad altri affiliati, sia in relazione a canali e unità di vendita direttamente gestiti dall’affiliante, la specifica del know-how fornito dall’affiliante all’affiliato (allegando il Manuale Operativo), le eventuali modalità di riconoscimento dell’apporto di know-how da parte dell’affiliato ovvero tutte quelle migliore che l'imprenditore locale può trasmettere a casa madre, le caratteristiche dei servizi offerti dall’affiliante in termini di assistenza tecnica e commerciale, progettazione e allestimento, formazione e le condizioni di rinnovo, risoluzione o eventuale cessione del contratto stesso.
Per quanto concerne tutte le attività pre-contrattuali, la legge indica espressamente cosa la madre deve comunicare all'affiliato almeno 30 giorni prima della sottoscrizione del contratto definitivo di franchising. I documenti trasmessi dovranno essere:
I principali dati relativi all’affiliante, tra cui ragione e capitale sociale e, previa richiesta dell’aspirante affiliato, copia del suo bilancio degli ultimi tre anni o dalla data di inizio della sua attività, qualora esso sia avvenuto da meno di tre anni, ovvero una visura camerale completa.
L’indicazione dei marchi utilizzati nel sistema, con gli estremi della relativa registrazione o del deposito, o della licenza concessa all’affiliante dal terzo, che abbia eventualmente la proprietà degli stessi, o la documentazione comprovante l’uso concreto del marchio, ovvero la ricevuta di registrazione del marchio.
La sintetica illustrazione degli elementi caratterizzanti l’attività oggetto dell’affiliazione commerciale, ovvero una descrizione di cosa offre la casa madre in termini pratici, che riesca a far comprendere e percepire chiaramente la componente di know-how.
La lista degli affiliati al momento operanti nel sistema e dei punti vendita diretti dell’affiliante, che deve comprendere indirizzi e le varie ragioni sociali.
L’indicazione della variazione, anno per anno, del numero degli affiliati con relativa ubicazione negli ultimi tre anni o dalla data di inizio dell’attività dell’affiliante, qualora esso sia avvenuto da meno di tre anni;
La descrizione sintetica degli eventuali procedimenti giudiziari o arbitrali, promossi nei confronti dell’affiliante e che si siano conclusi negli ultimi tre anni, relativamente al sistema di affiliazione commerciale in esame, sia da affiliati sia da terzi privati o da pubbliche autorità, nel rispetto delle vigenti norme sulla privacy.
L'obiettivo della legge è quindi quello di tutelare da una parte il know-how del franchisor e dall'altra l'investimento del franchisee consolidando le logiche di buona fede e trasparenza che devo rappresentare questo settore.